# Tavolozza (informatica)
Una tavolozza (in lingua inglese palette), nella computer grafica indica un insieme dei colori disponibili in un programma di grafica o di disegno.

## Aspetti tecnici − RGB
Ogni colore della tavolozza è associato ad un indice, cioè ad un ordinale che identifica il colore nella tavolozza stessa (è possibile comunque che lo stesso colore si ripeta con indici diversi). La rappresentazione dei pixel di un'immagine attraverso indici nella tavolozza permette un drastico risparmio memoria e tempo computazionale rispetto ad altre tecniche, ma limita la gamma di colori utilizzabili a quelli presenti nella tavolozza. Questi ultimi possono essere fissi, se determinati, ad esempio, dall'hardware utilizzato, oppure modificabili a seconda della fattispecie di un'immagine.
In HTML i colori sono rappresentati mediante la "hex triplet", un numero esadecimale a sei cifre e tre byte. Ogni byte si riferisce al Rosso, al Verde o al Blu, nell'ordine, con una gamma che si estende da 00 a FF (notazione esadecimale) oppure da 0 a 255 (notazione decimale). La somma di tre colori primari RGB generati a valore pieno 255 produce il bianco, ma se i colori vengono riprodotti con valore 0, la loro somma produce il nero. A video i colori hanno lo stesso comportamento per via della quantità di luce che contengono; le varianti intermedie generano i colori.
Per sfruttare al meglio le caratteristiche della tecnica digitale il numero di elementi in una tavolozza è generalmente una potenza di due e raramente supera i 28 = 256 colori. La palette è stata messa a punto quando i monitor del computer potevano visualizzare al massimo questo numero di colori. I colori web-safe sono generati da tutte le miscele possibili di sei sfumature di Rosso, Verde e di Blu. 216 corrisponde quindi al maggior numero possibile di colori considerati sicuri per la progettazione di pagine web. Quando è necessario un numero di colori ancora maggiore – è questo il caso di tutte le rappresentazioni fotografiche o realistiche – le tavolozze non vengono usate; il colore è allora codificato direttamente nelle componenti cromatiche secondo il modello adoperato. Dal 2011 però, i personal computer tipicamente possiedono 24-bit (TrueColor) e l'uso dei colori "web-safe" è caduto praticamente in disuso.

## Esempi

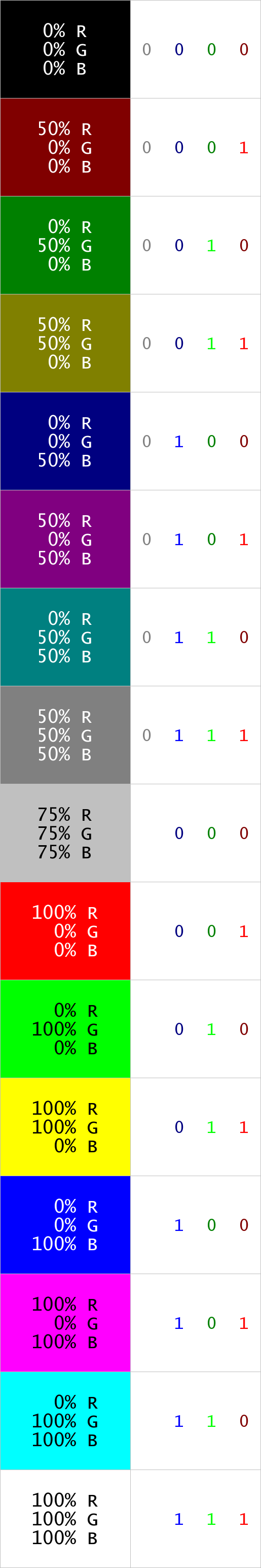
La tavolozza Win16.

| Tavolozza CGA completa | Tavolozza CGA completa | Tavolozza CGA completa |
| ---------------------- | ---------------------- | ---------------------- |
| Indice                 | Colore                 | RGB                    |
| 0                      |                        | #000000                |
| 1                      |                        | #0000AA                |
| 2                      |                        | #00AA00                |
| 3                      |                        | #00AAAA                |
| 4                      |                        | #AA0000                |
| 5                      |                        | #AA00AA                |
| 6                      |                        | #AA5500                |
| 7                      |                        | #AAAAAA                |
| 8                      |                        | #555555                |
| 9                      |                        | #5555FF                |
| 10                     |                        | #55FF55                |
| 11                     |                        | #55FFFF                |
| 12                     |                        | #FF5555                |
| 13                     |                        | #FF55FF                |
| 14                     |                        | #FFFF55                |
| 15                     |                        | #FFFFFF                |

| Tavolozza standard di Windows | Tavolozza standard di Windows | Tavolozza standard di Windows |
| ----------------------------- | ----------------------------- | ----------------------------- |
| Indice                        | Colore                        | RGB                           |
| 0                             |                               | #000000                       |
| 1                             |                               | #800000                       |
| 2                             |                               | #008000                       |
| 3                             |                               | #808000                       |
| 4                             |                               | #000080                       |
| 5                             |                               | #800080                       |
| 6                             |                               | #008080                       |
| 7                             |                               | #C0C0C0                       |
| 8                             |                               | #808080                       |
| 9                             |                               | #FF0000                       |
| 10                            |                               | #00FF00                       |
| 11                            |                               | #FFFF00                       |
| 12                            |                               | #0000FF                       |
| 13                            |                               | #FF00FF                       |
| 14                            |                               | #00FFFF                       |
| 15                            |                               | #FFFFFF                       |

## Colori X11
Oggi la maggior parte dei browser web supporta una gamma più ampia di colori, basati sull'elenco del protocollo di visualizzazione in rete X11, che contiene i 140 nomi illustrati. Anche in questo caso si può utilizzare in alternativa al nome, il valore espresso come hex triplet RGB.
| HTML name            | R G B    | R G B       |
| HTML name            | Hex      | Decimal     |
| -------------------- | -------- | ----------- |
| Colori rosa          |          |             |
| Pink                 | FF C0 CB | 255 192 203 |
| LightPink            | FF B6 C1 | 255 182 193 |
| HotPink              | FF 69 B4 | 255 105 180 |
| DeepPink             | FF 14 93 | 255 20 147  |
| PaleVioletRed        | DB 70 93 | 219 112 147 |
| MediumVioletRed      | C7 15 85 | 199 21 133  |
| Colori rossi         |          |             |
| LightSalmon          | FF A0 7A | 255 160 122 |
| Salmon               | FA 80 72 | 250 128 114 |
| DarkSalmon           | E9 96 7A | 233 150 122 |
| LightCoral           | F0 80    | 240 128     |
| IndianRed            | CD 5C    | 205 92      |
| Crimson              | DC 14 3C | 220 20 60   |
| FireBrick            | B2 22    | 178 34      |
| DarkRed              | 8B 00    | 139 0       |
| Red                  | FF 00    | 255 0       |
| Colori arancioni     |          |             |
| OrangeRed            | FF 45 00 | 255 69 0    |
| Tomato               | FF 63 47 | 255 99 71   |
| Coral                | FF 7F 50 | 255 127 80  |
| DarkOrange           | FF 8C 00 | 255 140 0   |
| Orange               | FF A5 00 | 255 165 0   |
| Colori gialli        |          |             |
| Yellow               | FF 00    | 255 0       |
| LightYellow          | FF E0    | 255 224     |
| LemonChiffon         | FF FA CD | 255 250 205 |
| LightGoldenrodYellow | FA D2    | 250 210     |
| PapayaWhip           | FF EF D5 | 255 239 213 |
| Moccasin             | FF E4 B5 | 255 228 181 |
| PeachPuff            | FF DA B9 | 255 218 185 |
| PaleGoldenrod        | EE E8 AA | 238 232 170 |
| Khaki                | F0 E6 8C | 240 230 140 |
| DarkKhaki            | BD B7 6B | 189 183 107 |
| Gold                 | FF D7 00 | 255 215 0   |
| Colori marroni       |          |             |
| Cornsilk             | FF F8 DC | 255 248 220 |
| BlanchedAlmond       | FF EB CD | 255 235 205 |
| Bisque               | FF E4 C4 | 255 228 196 |
| NavajoWhite          | FF DE AD | 255 222 173 |
| Wheat                | F5 DE B3 | 245 222 179 |
| BurlyWood            | DE B8 87 | 222 184 135 |
| Tan                  | D2 B4 8C | 210 180 140 |
| RosyBrown            | BC 8F    | 188 143     |
| SandyBrown           | F4 A4 60 | 244 164 96  |
| Goldenrod            | DA A5 20 | 218 165 32  |
| DarkGoldenrod        | B8 86 0B | 184 134 11  |
| Peru                 | CD 85 3F | 205 133 63  |
| Chocolate            | D2 69 1E | 210 105 30  |
| SaddleBrown          | 8B 45 13 | 139 69 19   |
| Sienna               | A0 52 2D | 160 82 45   |
| Brown                | A5 2A    | 165 42      |
| Maroon               | 80 00    | 128 0       |

| HTML name         | R G B    | R G B       |
| HTML name         | Hex      | Decimal     |
| ----------------- | -------- | ----------- |
| Colori verdi      |          |             |
| DarkOliveGreen    | 55 6B 2F | 85 107 47   |
| Olive             | 80 00    | 128 0       |
| OliveDrab         | 6B 8E 23 | 107 142 35  |
| YellowGreen       | 9A CD 32 | 154 205 50  |
| LimeGreen         | 32 CD 32 | 50 205 50   |
| Lime              | 00 FF 00 | 0 255 0     |
| LawnGreen         | 7C FC 00 | 124 252 0   |
| Chartreuse        | 7F FF 00 | 127 255 0   |
| GreenYellow       | AD FF 2F | 173 255 47  |
| SpringGreen       | 00 FF 7F | 0 255 127   |
| MediumSpringGreen | 00 FA 9A | 0 250 154   |
| LightGreen        | 90 EE 90 | 144 238 144 |
| PaleGreen         | 98 FB 98 | 152 251 152 |
| DarkSeaGreen      | 8F BC 8F | 143 188 143 |
| MediumAquamarine  | 66 CD AA | 102 205 170 |
| MediumSeaGreen    | 3C B3 71 | 60 179 113  |
| SeaGreen          | 2E 8B 57 | 46 139 87   |
| ForestGreen       | 22 8B 22 | 34 139 34   |
| Green             | 00 80 00 | 0 128 0     |
| DarkGreen         | 00 64 00 | 0 100 0     |
| Colori turchesi   |          |             |
| Aqua              | 00 FF    | 0 255       |
| Cyan              | 00 FF    | 0 255       |
| LightCyan         | E0 FF    | 224 255     |
| PaleTurquoise     | AF EE    | 175 238     |
| Aquamarine        | 7F FF D4 | 127 255 212 |
| Turquoise         | 40 E0 D0 | 64 224 208  |
| MediumTurquoise   | 48 D1 CC | 72 209 204  |
| DarkTurquoise     | 00 CE D1 | 0 206 209   |
| LightSeaGreen     | 20 B2 AA | 32 178 170  |
| CadetBlue         | 5F 9E A0 | 95 158 160  |
| DarkCyan          | 00 8B    | 0 139       |
| Teal              | 00 80    | 0 128       |
| Colori Blu        |          |             |
| LightSteelBlue    | B0 C4 DE | 176 196 222 |
| PowderBlue        | B0 E0 E6 | 176 224 230 |
| LightBlue         | AD D8 E6 | 173 216 230 |
| SkyBlue           | 87 CE EB | 135 206 235 |
| LightSkyBlue      | 87 CE FA | 135 206 250 |
| DeepSkyBlue       | 00 BF FF | 0 191 255   |
| DodgerBlue        | 1E 90 FF | 30 144 255  |
| CornflowerBlue    | 64 95 ED | 100 149 237 |
| SteelBlue         | 46 82 B4 | 70 130 180  |
| RoyalBlue         | 41 69 E1 | 65 105 225  |
| Blue              | 00 FF    | 0 255       |
| MediumBlue        | 00 CD    | 0 205       |
| DarkBlue          | 00 8B    | 0 139       |
| Navy              | 00 80    | 0 128       |
| MidnightBlue      | 19 70    | 25 112      |

| HTML name              | R G B    | R G B       |
| HTML name              | Hex      | Decimal     |
| ---------------------- | -------- | ----------- |
| Colori viola e magenta |          |             |
| Lavender               | E6 FA    | 230 250     |
| Thistle                | D8 BF D8 | 216 191 216 |
| Plum                   | DD A0 DD | 221 160 221 |
| Violet                 | EE 82 EE | 238 130 238 |
| Orchid                 | DA 70 D6 | 218 112 214 |
| Fuchsia                | FF 00 FF | 255 0 255   |
| Magenta                | FF 00 FF | 255 0 255   |
| MediumOrchid           | BA 55 D3 | 186 85 211  |
| MediumPurple           | 93 70 DB | 147 112 219 |
| BlueViolet             | 8A 2B E2 | 138 43 226  |
| DarkViolet             | 94 00 D3 | 148 0 211   |
| DarkOrchid             | 99 32 CC | 153 50 204  |
| DarkMagenta            | 8B 00 8B | 139 0 139   |
| Purple                 | 80 00 80 | 128 0 128   |
| Indigo                 | 4B 00 82 | 75 0 130    |
| DarkSlateBlue          | 48 3D 8B | 72 61 139   |
| SlateBlue              | 6A 5A CD | 106 90 205  |
| MediumSlateBlue        | 7B 68 EE | 123 104 238 |
| Colori bianchi         |          |             |
| White                  | FF       | 255         |
| Snow                   | FF FA    | 255 250     |
| Honeydew               | F0 FF F0 | 240 255 240 |
| MintCream              | F5 FF FA | 245 255 250 |
| Azure                  | F0 FF    | 240 255     |
| AliceBlue              | F0 F8 FF | 240 248 255 |
| GhostWhite             | F8 FF    | 248 255     |
| WhiteSmoke             | F5       | 245         |
| Seashell               | FF F5 EE | 255 245 238 |
| Beige                  | F5 DC    | 245 220     |
| OldLace                | FD F5 E6 | 253 245 230 |
| FloralWhite            | FF FA F0 | 255 250 240 |
| Ivory                  | FF F0    | 255 240     |
| AntiqueWhite           | FA EB D7 | 250 235 215 |
| Linen                  | FA F0 E6 | 250 240 230 |
| LavenderBlush          | FF F0 F5 | 255 240 245 |
| MistyRose              | FF E4 E1 | 255 228 225 |
| Colori grigi e neri    |          |             |
| Gainsboro              | DC       | 220         |
| LightGray              | D3       | 211         |
| Silver                 | C0       | 192         |
| DarkGray               | A9       | 169         |
| Gray                   | 80       | 128         |
| DimGray                | 69       | 105         |
| LightSlateGray         | 77 88 99 | 119 136 153 |
| SlateGray              | 70 80 90 | 112 128 144 |
| DarkSlateGray          | 2F 4F    | 47 79       |
| Black                  | 00       | 0           |